# Mauvaise (Saône)
Die Mauvaise ist ein kleiner Fluss im Osten von Frankreich, der im Département Rhône der Region Auvergne-Rhône-Alpes sowie im Département Saône-et-Loire der Region Bourgogne-Franche-Comté südwestlich der Stadt Mâcon verläuft.

## Geografie

### Verlauf
Die Mauvaise entspringt im südwestlichen Gemeindegebiet von Vauxrenard, entwässert mit einem Bogen über Nord generell Richtung Osten durch die nördlichen Ausläufer der Landschaft Beaujolais und mündet nach rund 17 Kilometern im Gemeindegebiet von Saint-Symphorien-d’Ancelles als rechter Nebenfluss in die Saône. Im Mündungsabschnitt quert die Mauvaise die Bahnstrecke Paris–Marseille und die Autobahn A6.

### Orte am Fluss
(Reihenfolge in Fließrichtung)
- Le Moulin du Prince, Gemeinde Vauxrenard
- Voluet, Gemeinde Vauxrenard
- Les Labourons, Gemeinde Fleurie
- Émeringes
- Le Fief, Gemeinde Chénas
- Juliénas
- La Chapelle-de-Guinchay
- Les Guicheries, Gemeinde Saint-Symphorien-d’Ancelles